# Bleeding Heart (film)
Bleeding Heart est un thriller américain réalisé par Diane Bell, sorti en 2015.

## Synopsis
Une professeure de yoga cherche à protéger sa sœur prostituée de son petit ami violent. 

## Fiche technique
- Titre original : Bleeding Heart
- Réalisation : Diane Bell
- Scénario : Diane Bell
- Décors : Abra Brayman ; Julia Van Vliet (chef)
- Costumes : Lindsey Kear
- Photographie : Zak Mulligan
- Montage : John-Michael Powell
- Musique : Liam Howe
- Production : Jonathan Schwartz, Andrea Sperling, Greg Ammon et Dan Halsted (en)
- Casting : Richard Hicks
- Sociétés de production : Super Crispy Entertainment
- Pays d'origine :  États-Unis
- Langue originale : anglais
- Format : couleur
- Genre : thriller
- Dates de sortie :
  -  États-Unis : 11 décembre 2015

## Distribution
- Jessica Biel : May
- Zosia Mamet : Shiva
- Joe Anderson : Cody
- Edi Gathegi : Dex
- Kate Burton : Martha
- Exie Booker : Peter
- Kat Purgal : Petite amie
- Mauricio Gomez Amoretti : Ashtanga Yogi

## Tournage
Le tournage a commencé en octobre 2013 à Los Angeles et a été présenté au Festival du film de Tribeca le 16 avril 2015.